# Delena gloriosa
Delena gloriosa là một loài nhện trong họ Sparassidae.
Loài này thuộc chi Delena. Delena gloriosa được William Joseph Rainbow miêu tả năm 1917.